# Dendi
Danil Ishutin (em ucraniano:  Данило Ішутін; 30 de dezembro de 1989), mais conhecido como Dendi, é um jogador profissional ucraniano de Dota 2. Ele é mais conhecido por sua passagem pela Natus Vincere durante a década de 2010, onde pertenceu ao time que venceu o The International de 2011. Ele deixou a Natus Vincere em 2018 e formou sua própria organização de Dota 2 em 2020, a B8.

## Infância e juventude
Dendi nasceu em Lviv, na Ucrânia, em 30 de dezembro de 1989. Ainda criança, por insistência de sua mãe musicista, tocava piano, além de praticar acrobacia e dança. O primeiro computador da casa de Dendi foi de seu irmão, que por muito tempo não o deixava jogar. O mundo dos jogos foi aberto a ele por Quake e Doom. Mais tarde, Dendi começou a jogar Warcraft III em clubes de informática locais. O fascínio total de Dendi por jogos de computador foi influenciado pela morte de seu pai por câncer. Dendi se formou na Academia de Pintura da Ucrânia em 2011.

## Carreira
Em 2006, Dendi começou a jogar DotA profissionalmente com a equipe Wolker Gaming (WG). Ele fez parte da equipe ucraniana que terminou em terceiro no MYM Prime Nations no mesmo ano. Apenas alguns meses depois, WG chegou à grande final de um dos torneios de maior prestígio que existiam na época, o MYM Prime Defending. Quando a Kingsurf.international se fundiu com a WG no ano seguinte, ele se tornou um membro em tempo integral do Ks.int. No final de 2008, ele se juntou a DTS Gaming em seus estágios iniciais, apenas para retornar para a Ks.int em março de 2009. Apenas três meses depois, ele retornou a DTS Gaming, ajudando-os a garantir a vitória do segundo lugar no ESWC 2010. No final do ano, Dendi alcançou indiscutivelmente o maior sucesso em sua carreira no DotA ao terminar em 3º lugar no torneio mais disputado da época, o WDC 2010. Dendi juntou-se a Natus Vincere (Na`Vi) no final de 2010.
Dendi começou sua carreira no Dota 2 com o time ucraniano da Na`Vi, ganhando fama rapidamente após vencer o The International de 2011. Nos anos seguintes, Na`Vi continuou a ganhar muitos torneios, incluindo o vice-campeonato no The International de 2012. Esse torneio se tornou o principal razão para associar Dendi a "Pudge" (personagem do jogo Dota 2), mais tarde a Valve e Dendi lançaram um conjunto no jogo para este herói com a assinatura pessoal de Dendi. No The International de 2013, a Na`Vi se tornou o único time a participar da final do prestigiado torneio por três anos consecutivos. Eles ficaram aquém dos vencedores Alliance (3–2 em melhor de cinco) na grande final. Dendi foi um dos três jogadores de Dota 2 que estrelaram o documentário de Free to Play em 2014, que cobriu sua história que o levou ao The International de 2011, incluindo sua performance no campeonato.
No The International de 2017, Dendi disputou duas partidas de demonstração um contra um ao vivo contra uma máquina de aprendizagem automática da OpenAI, perdendo ambas. Em setembro de 2018, ele foi retirado do elenco da Na`Vi antes de ser oficialmente dispensado de seu contrato um ano depois. Em janeiro de 2020, Dendi anunciou a formação de sua própria organização, a B8.